# Pyrgocyphosoma terminilli
Pyrgocyphosoma terminilli är en mångfotingart som beskrevs av Pius Strasser 1977. Pyrgocyphosoma terminilli ingår i släktet Pyrgocyphosoma och familjen knöldubbelfotingar. Inga underarter finns listade i Catalogue of Life.